# Liisa Taxell
Liisa Taxell, née Maj-Lis Paula Taxell le 9 juillet 1931 à Helsinki et morte le 1er avril 1974, est une actrice finlandaise.

## Filmographie
- 1961 Toivelauluja
- 1960 Scaramouche
- 1955 Kiinni on ja pysyy

Ms Soma Koivu
- 1954 Pessi ja Illusia
- 1952 Jees, olympialaiset, sanoi Ryhmy
- 1948 Läpi usvan